# Forgotten Library
Forgotten Library è il quarantunesimo album in studio del chitarrista statunitense Buckethead, pubblicato il 4 giugno 2013 dalla Hatboxghost Music.

## Descrizione
Undicesimo disco appartenente alla serie "Buckethead Pikes", Forgotten Library è il primo dei venticinque album pubblicati da Buckethead nel corso del 2013.
Originariamente, l'album era stato pubblicato il 9 aprile in edizione limitata a 300 copie numerate e disegnate da Buckethead. Il 4 giugno Forgotten Library è stato reso disponibile per il download digitale sul sito ufficiale dei Buckethead Pikes e sull'iTunes Store.

## Tracce
Musiche di Buckethead e Dan Monti.
1. Disintergration – 4:57
2. Corpse Be Animated – 3:41
3. Faded from View – 8:46
4. Yellowed Pages – 1:42
5. Beginning Putrification – 6:08
6. Decay – 4:27
7. Forgotten Library – 1:28

## Formazione
- Buckethead – chitarra
- Dan Monti – basso, missaggio[1]